# Gary Ronning
Gary Ronning (ur. 14 października 1977) − amerykański kulturysta i trójboista siłowy.

## Życiorys
Wychowywał się w niedużym mieście Ashland w stanie Wisconsin. Treningi siłowe rozpoczął jako trzynastolatek. Absolwent liceum w Ashland, studiował na University of Wisconsin–Stout w miejscowości Menomonie. Mając zaledwie dziewiętnaście lat, mógł pochwalić się potężną muskulaturą: obwód jego bicepsa wynosił pięćdziesiąt jeden centymetrów.
Brał udział w wielu konkursach kulturystycznych. Debiutował w 1999 roku: zajął trzecie miejsce w rozgrywkach stanu Wisconsin. Wiosną 2008 roku zwyciężył w zawodach The MN Gopher Bodybuilding, Fitness and Figure State Classic, gdzie uhonorowano go dwoma złotymi medalami: w kategorii wagowej ciężkiej oraz kategorii ogólnej. Tego samego roku uczestniczył w mistrzostwach Flex Wheeler Classic Bodybuilding & Figure Championships, gdzie uplasował się na pierwszym miejscu podium w kategorii ciężkiej. W 2011 był wicemistrzem zawodów NPC North Star, gdzie wywalczył też złoto w swojej kategorii wagowej (ciężkiej). W mistrzostwach Minnesoty w kulturystyce (2012) zajął drugie miejsce na podium w tej samej kategorii. Zwyciężył te mistrzostwa w czerwcu 2014 roku.
W grudniu 2014 startował w mistrzostwach stanu Iowa w kulturystyce profesjonalnej, których organizatorem była federacja National Physique Committee (NPC). Zdobył dwa medale: złoto w kategorii wagowej ciężkiej oraz srebro w kategorii generalnej. Triumfował też w zawodach 2014 NPC North Star, rozegranych w Ames Center, gdzie przyznano mu dwa złote medale. W październiku 2015 został ogólnym zwycięzcą zawodów NPC Badger State. Sukcesy odnosił też jako trójboista siłowy.
Mieszka w Minnesocie. Pracuje jako trener osobisty. Jego partnerką była kulturystka Amy Gilgenbach. Związany z Maddie Medved.

## Warunki fizyczne
- wzrost: 179 cm
- waga w sezonie zawodów kulturystycznych: 100–102 kg
- obwód bicepsa: ok. 51 cm

## Wybrane osiągnięcia w kulturystyce
- 1999: Mr. Wisconsin – III m-ce[5]
- 2008: The MN Gopher Bodybuilding, Fitness and Figure State Classic, kategoria wagowa ciężka – I m-ce[6]
- 2008: The MN Gopher Bodybuilding, Fitness and Figure State Classic, kategoria ogólna – I m-ce[6]
- 2008: Flex Wheeler Classic Bodybuilding & Figure Championships, kategoria wagowa ciężka – I m-ce[8]
- 2011: NPC North Star, kategoria wagowa ciężka – I m-ce[9]
- 2011: NPC North Star, kategoria ogólna – II m-ce[9]
- 2012: NPC Minnesota State, kategoria wagowa ciężka – II m-ce[9]
- 2012: NPC Junior Nationals, kategoria wagowa superciężka – VIII m-ce[9]
- 2014: Iowa Pro, federacja NPC, kategoria wagowa ciężka – I m-ce[11]
- 2014: Iowa Pro, federacja NPC, kategoria wagowa ogólna – II m-ce[11]
- 2014: NPC North Star, kategoria ogólna – I m-ce[12][13][14][15]
- 2014: NPC North Star, kategoria wagowa ciężka – I m-ce[14][16]
- 2014: NPC Badger State, kategoria wagowa ciężka – II m-ce[17]
- 2014: NPC Badger State, kategoria ogólna – zdyskwalifikowany[2]
- 2014: NPC Minnesota State – wygrana, I m-ce[10]
- 2015: NPC Badger State, kategoria ogólna – I m-ce[2][18]
- 2015: NPC Badger State, kategoria wagowa ciężka – I m-ce[18]